# Mirko Mulalić
Mirko Mulalić (Lubiana, 16 aprile 1988) è un cestista sloveno.

## Palmarès
- Campionato sloveno: 1

Union Olimpija: 2016-17
- Campionato bulgaro: 1

Balkan Botevgrad: 2018-19
- Coppa di Slovenia: 5

Krka Novo mesto: 2015, 2016
Union Olimpija: 2017
Primorska: 2018
Cedevita Olimpija: 2023
- Supercoppa slovena: 2

Union Olimpija: 2007
Krka Novo mesto: 2014